# Hendrik van der Zee

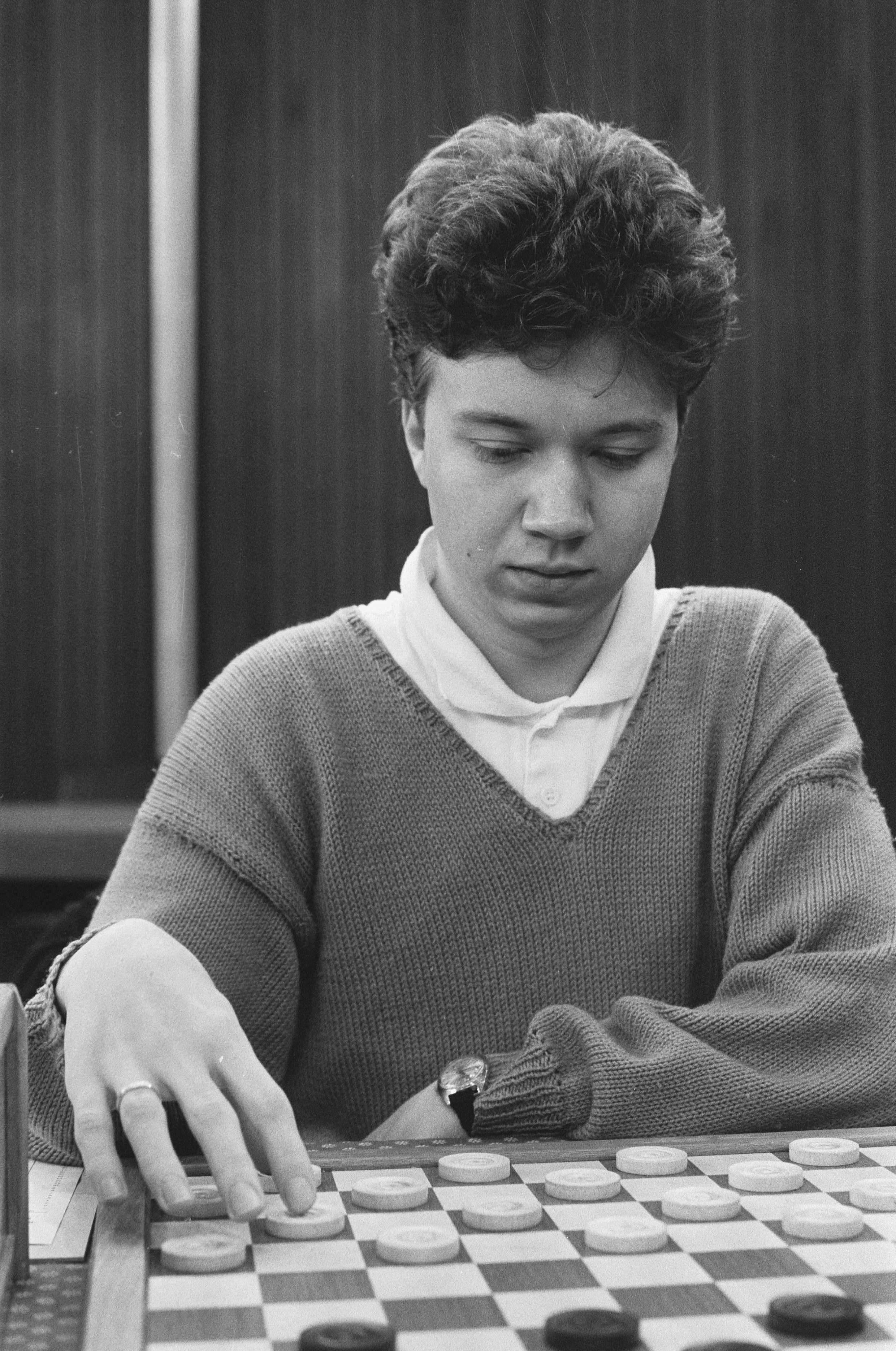
Hendrik van der Zee tijdens het NK van 1987.

Hendrik van der Zee (Leeuwarden, 1967) is een Nederlandse dammer die van beroep notaris is geworden na een studie aan de Rijksuniversiteit Groningen. Hij is in het bezit van de titels Internationaal Grootmeester en Nationaal Grootmeester. 

## Nederlands kampioenschap
In de Nederlandse jeugdkampioenschappen werd hij zowel bij de aspiranten als bij de junioren 2x kampioen. Hij is veelvoudig deelnemer aan het Nederlands kampioenschap met als beste prestatie een gedeelde tweede plaats in 1988 en 1991.

## Internationaal
Van der Zee eindigde op het jeugdwereldkampioenschap in 1984 op de tweede plaats na een barrage om de titel met Guntis Valneris. Hij nam deel aan het Europees kampioenschap in 1987 in Moskou met de gedeelde derde plaats (21 uit 13) en in 1992 in Parthenay met de zesde plaats (26 uit 19).
Hij nam deel aan het wereldkampioenschap 1988 in Paramaribo en eindigde daarin op de gedeelde elfde plaats met 19 uit 19.